# Ursoaia (okręg Buzău)
Ursoaia – wieś w Rumunii, w okręgu Buzău, w gminie Viperești. W 2011 roku liczyła 362 mieszkańców.